# Half Moon (naufragio)
El Half Moon  fue un velero de carrera que se hundió cerca de Miami, Florida. El Half Moon se encuentra inscrito  en el Registro Nacional de Lugares Históricos desde el 31 de mayo de 2001. El velero de carrera se hundió en 1930 cerca de Miami y fue construido por Krupp-Germania-Werft ein 1908 en Kiel, Alemania.

## Ubicación
El Half Moon se encuentra dentro del condado de Miami-Dade en las coordenadas 25°43′39″N 80°08′04″O / 25.7275, -80.134444.